# Regata Nacional de Malta

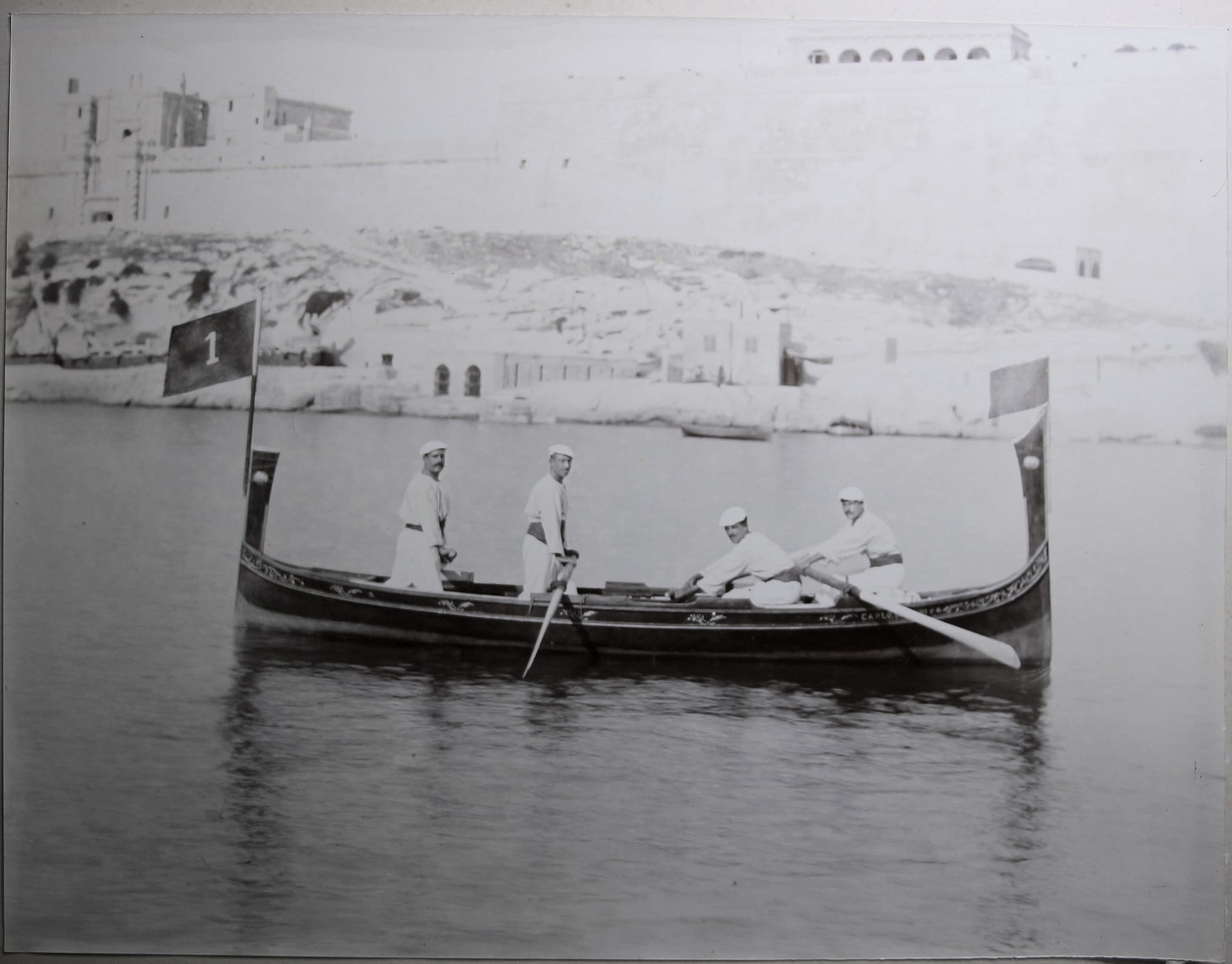
Equip guanyador d'una regata nacional maltesa cap a l'any 1900. Fotografia de Thomas Fenech, Cospicua

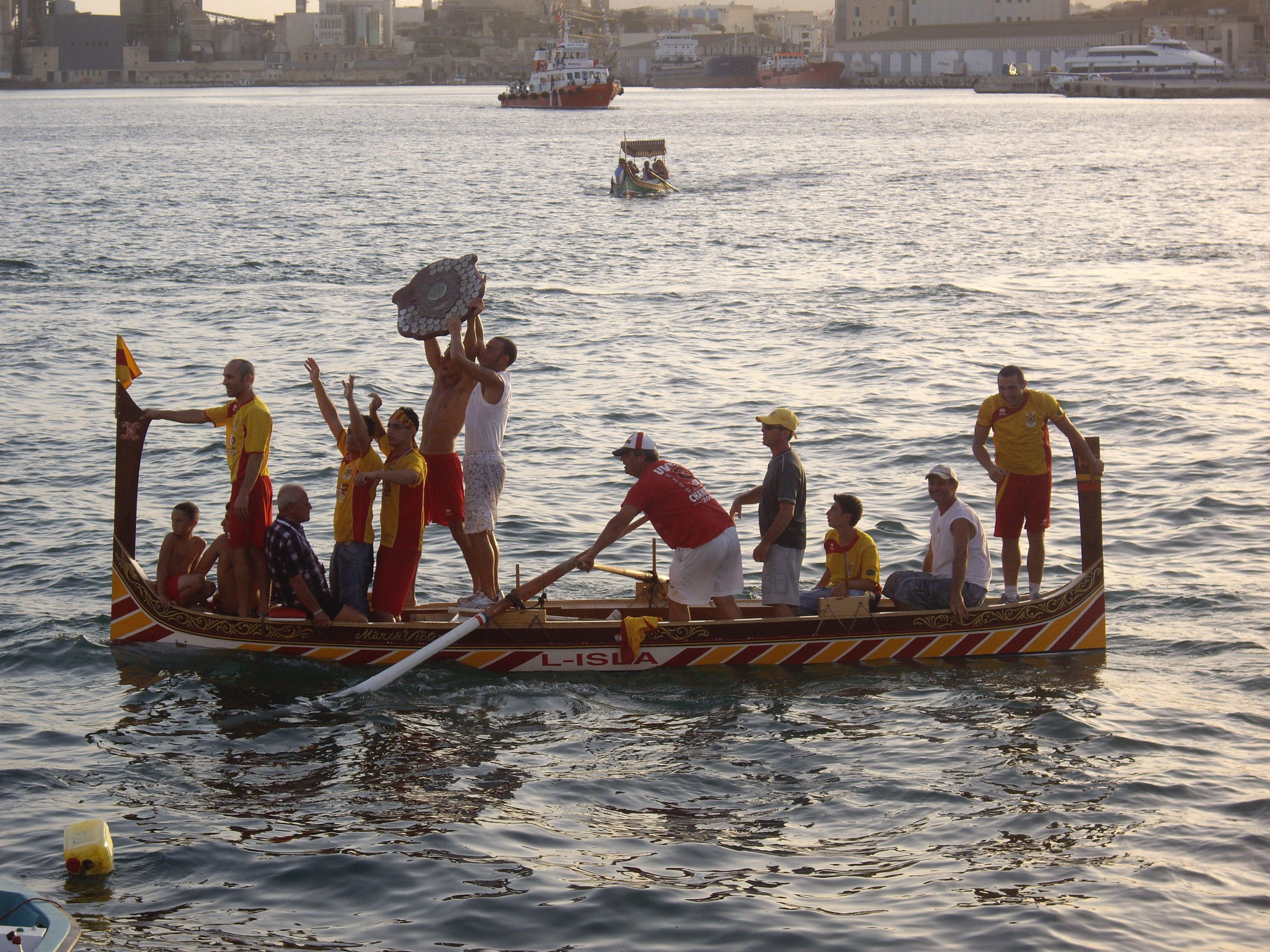
Equip de Senglea, guanyador de la Regata Nacional de Malta 2008

La Regata Nacional Maltesa és una regata de rem que té lloc dues vegades l'any, el 8 de setembre, celebració el Dia de la Victòria, des de finals del segle xvi i el 31 de març, celebració del Dia de la Llibertat, des de 1965. La Regata Jum il-Vitorja se celebra cada any, des de 1822 i oficialment des de 1965 amb la participació de set clubs de rem i el Dia de la Llibertat se celebra per commemorar la retirada de Malta de les tropes britàniques i la Royal Navy. En la regata s'enfronten 7 participants en 11 "Regates Tradicionals de Malta" de 1.040 metres cadascuna que abasten dues categories i una cursa femenina. La Regata se celebra en el Grand Harbour i al ser un esdeveniment de nivell nacional, atrau milers d'espectadors any rere any.

## Història
Des del punt de vista històric, la Regata es remunta a finals del segle xvi quan les parròquies veïnes del Gran Port de Malta van sol·licitar permís als Grans Mestres de l'Orde de Sant Joan de Jerusalem per celebrar curses de rem com a part de la celebració de la victòria sobre les tropes otomanes durant el Gran Setge..
La Regata Jum il-Vitorja es va instaurà l'any 1822 quan es va celebrar una regata per la "Festa Maria Bambina" a Senglea el 8 de setembre. La regata funciona en la seva forma actual des de 1955 i es va formalitzar com a part integrant de les festes de Jum il-Vitorja el 1965 amb motiu del 400è aniversari de la victòria en el Gran Setge. Des del 1955, el 2014, va ser per tant, la 59ª edició de la regata

## Format del concurs
Els remers de set clubs diferents competeixen en dues categories. La categoria 'Open' està dedicada als remers professionals, mentre que la categoria 'B' està pensada per als remers novells sense experiència. Cada categoria consta de cinc curses i el club que obtingui el major nombre de punts de les cinc curses guanya la categoria corresponent.
Cada cursa compta amb una embarcació diferent i s'atorguen punts als tres primers classificats. El nombre de punts acostuma a variar d'una cursa a l'altra, amb el major nombre de punts assignats a l'última carrera, assegurant així que la competició segueixi sent interessant fins al final..
El 8 de setembre de 2018 sota la presidència del recentment elegit president, Stephen Paris, la cursa femenina va tornar a tenir lloc al cap de 40 anys. Per a aquestes curses també hi ha un escut com a guardó per a l'equip guanyador, que el conserva durant un any.

## Participants
- Bormla Regatta Club, banderí blau i buc de color blau i blanc.[3]
- Birzebbuga Regatta Club: banderí i buc de color blau, blanc i vermell.[4]
- Birgu Regatta Club, banderí i buc de color vermell[5]
- Kalkara Regatta Club, banderí i buc de color verd[6]
- Marsa Regatta Club, banderí vermell i buc de color blau.[7]
- Marsamxett Regatta Club, banderí groc i buc de color blanc[8]
- Senglea Regatta Club, banderí i buc de colors groc i vermell.[9]